# 比利亚马约尔
比利亚马约尔（西班牙語：Villarmayor）是西班牙加利西亚自治区拉科鲁尼亚省的一个市镇。总面积30.3km², 总人口1249人（2017年），人口密度41人/km²。

## 人口
| 比利亚马约尔           |
|                        |
| 来源：西班牙国家统计局 |